# Seseli korovinii
Seseli korovinii är en flockblommig växtart som beskrevs av Boris Konstantinovich Schischkin. Seseli korovinii ingår i släktet säfferötter, och familjen flockblommiga växter. Inga underarter finns listade i Catalogue of Life.